# Міртіл
Міртіл (грец. Μυρτίλος) — у давньогрецькій міфології візник елідського володаря Еномая, якого підкупив Пелоп, щоб здобути руку володаревої дочки Гіпподамії.